# Conrad Christian von Bülow
Conrad Christian rigsfriherre von Bülow (døbt 5. oktober 1768 i København – 1819) var en dansk diplomat.
Han var søn af gesandt, rigsfriherre Friedrich Ludwig Ernst von Bülow og Anna Sophie født komtesse Danneskiold-Laurvig. Fra 1786 til 1789 gennemgik han Gymnasium Christianeum i Altona og blev i 1788 immatrikuleret ved universitet i Kiel. 1790 studerede han politisk videnskab og fra 1790/91 jura og var formodentlig elev af Johann Carl Tutenberg. Han døde som dansk kammerherre og chargé d'affaires ved hoffet i Neapel.
Han arvede godserne Göddenstätt og Halb-Abbensen efter sin fader. Efter hans død 1819 gik de til broderen Friedrich Ernst von Bülow (1771-1834).
Bülow havde også stor interesse for naturvidenskaberne og astronomien.